# Ab Struyvenberg
Albert (Ab) Struyvenberg (Nijmegen, 17 juli 1926 − Amsterdam, 5 januari 2018) was een hoogleraar Inwendige geneeskunde.

## Biografie
Struyvenberg promoveerde in 1963 te Leiden op een proefschrift over kaliumdeficiëntie. Vervolgens werd hij in 1967 aan de Universiteit Leiden aangesteld als lector Inwendige geneeskunde. Op 14 juni 1972 werd hij per 1 september 1972 benoemd tot hoogleraar Algemene interne geneeskunde aan de Universiteit Utrecht. In 1991 ging hij daar met emeritaat, hield zijn afscheidsrede op 14 juni 1991 waarbij hem een liber amicorum werd aangeboden. Nog tot 2013 publiceerde hij over hemodialyse.
Struyvenberg was bestuurlijk actief, onder andere als voorzitter van de Raad voor gezondheidsonderzoek en als vicevoorzitter van de Gezondheidsraad. Als voorzitter van diverse commissies bracht hij adviezen uit aan de overheid. Hij was Ridder in de Orde van de Nederlandse Leeuw en Commandeur in de Orde van Oranje-Nassau. De European Society for Clinical Investigation heeft een Albert Struyvenberg-medaille ingesteld die jaarlijks wordt toegekend.
Prof. dr. A. Struyvenberg overleed begin 2018 op 91-jarige leeftijd.

### Eigen werk
- Kaliumdeficiëntie. Studies over de betekenis van het chloride-ion. Leiden, 1963.
- Geleende orgaanfunctie. Leiden, 1968 (openbare les).
- Onderwijs en opleiding in de geneeskunde. Het einde van het begin. Utrecht, [1991] (afscheidscollege).

### Adviezen van commissies uitgebracht onder zijn voorzitterschap
- Advies inzake hersendoodscriteria. Rijswijk, 1973 en 1974.
- Advies inzake de medisch-ethische en de juridische aspecten van de orgaantransplantatie. 's-Gravenhage, 1975.
- Advies inzake faciliteiten en kosten niertransplantaties. 's-Gravenhage, 1977.
- Interim-advies betreffende kinderdialyse. 's-Gravenhage, 1977.
- Advies inzake verschillende vormen van haemodialyse (behandeling met de kunstnier). 's-Gravenhage, 1977.